# Waalse kerk (Dordrecht)
De Waalse kerk in Dordrecht is een langgerekte zaalkerk op de hoek van de Voor- en Visstraat. De kerk is sinds 1985 in gebruik als winkel.

## Gebouw
De eerste kapel werd rond 1300 gebouwd bij het Sacramentsgasthuis. Deze bestond uit een eenbeukige zaalkerk (de kaart uit de atlas van Jean Braun uit 1574 geeft deze situatie weer). 
Na de Stadsbrand van Dordrecht (1338) werd het gasthuis en de kapel herbouwd, de kapel werd aanzienlijk groter met twee beuken en een koor en in het midden drie zuilen (kaart van Blaeu uit 1640 geeft de situatie weer) en een toren met een klok. In 1694 werd voor de uitbreiding van zeevismarkt de Visstraat verbreed, de helft van de kerk werd afgebroken en er werd een nieuwe zijmuur met boogvormige vensters opgemetseld. De kerk had toen zijn huidige vorm maar was nog twee traveeën langer.
In het interieur waren er het hoogaltaar en twee andere altaren, een van St. Rochus en een van St. Michiel, het laatste werd 30 Mei 1475 gewijd.  In 1505 werd het hoogaltaar omsloten door een koperen hek, gemaakt door Meester Pieter Gillesz. van Eynde te Mechelen. Ook waren er de beelden van St. Anna en van de H. Maagd Maria. De altaren en beelden waren versierd met prachtige kleeden, gordijnen, vaandels, mantels en zilveren sieraden. 
In 1635 krijgt de Waalse kerk de Magdalenakapel van het Heilig Sacramentsgasthuis, behorend bij het Magdalenaconvent aan de Visstraat.
Toen de kerk aan het begin van de 19e eeuw bouwvallig was werd deze na klachten volledig gerestaureerd onder leiding van de stadsarchitect G.N. Itz, de restauratie was in 1840 klaar. Het interieur, waaronder de preekstoel, was voor een deel afkomstig uit de Wijnkoperskapel die in 1840 werd gesloopt.
In 1959 vond de laatste verbouwing plaats, het glas-in-loodraam in de voorgevel werd vervangen door gewoon glas in roeden. Ook werden onder de vensters vitrines (voor reclame-inkomsten) met daarboven een luifel aangebracht.
Het gebouw is sindsdien een langgerekt gebouw van 30 meter lang en 10,5 breed, de zijgevel heeft negen traveeën. 
Voor de vestiging van een restaurant ten bate van een grootwinkelbedrijf werd in 1985 op de plaats van de vitrines gaten in de muur gehakt en voorzien van vierkante ramen die uitzicht bieden op de Visstraat, een en ander gebeurde met toestemming van de Rijksdienst voor het Cultureel Erfgoed.
Het gebouw is opgetrokken uit baksteen en aan de zijgevel aan de Visstraat zijn negen rondbogige nissen, waarvan zeven voorzien van ramen met helder glas gevat in roeden. Onder deze ramen zijn nu de ramen die ten bate van de nieuwe bestemming zijn aangebracht. De nissen in de oostgevel zijn gedeeltelijk dichtgemetseld in verband met de tegen de gevel aanwezige bebouwing.
De voorgevel aan de Voorstraat is vroeg neo-gotisch gesierd met een zeshoekige klokkentoren die voor 1840 stond op de gesloopte Engelse kerk aan de Wijnstraat. 
De klokkentoren bestaat uit drie 'verdiepingen' en bestaat uit een houten constructie omhuld met lood. Tegel de zijgevel aan de Visstraat werden zes vitrines met darboven een luifel aangebracht. In de klokkenstoel bevindt zich een klok van onbekende gieter met een diameter van 50 cm en op de top een koperen vergulde haan.

## Interieur
De kerkzaal heeft een koofplafond en langs de wanden zijn  pilasters aangebracht en meubilair in Lodewijk XVI-vormen.
Het orgel is in 1728 gebouwd door Thomas Houben uit Ratingen (Duitsland) voor het bedrag van 1750 gulden. Het orgel werd in 1869 aan de gemeente in Sprang Capelle verkocht waar het tot op heden (anno 2020) in gebruik is.
In 1880 bouwde Camille Louis Loret uit Mechelen een nieuw orgel in een oude Vlaamse kast, na de sluiting van de kerk in 1985 is het aangekocht door Jan L. van den Heuvel Orgelbouw te Dordrecht. In 1986 werd het geheel gerestaureerde orgel geplaatst in Reusel in de kerk Heilige Maria ten Hemelopneming als koororgel.

## Geschiedenis

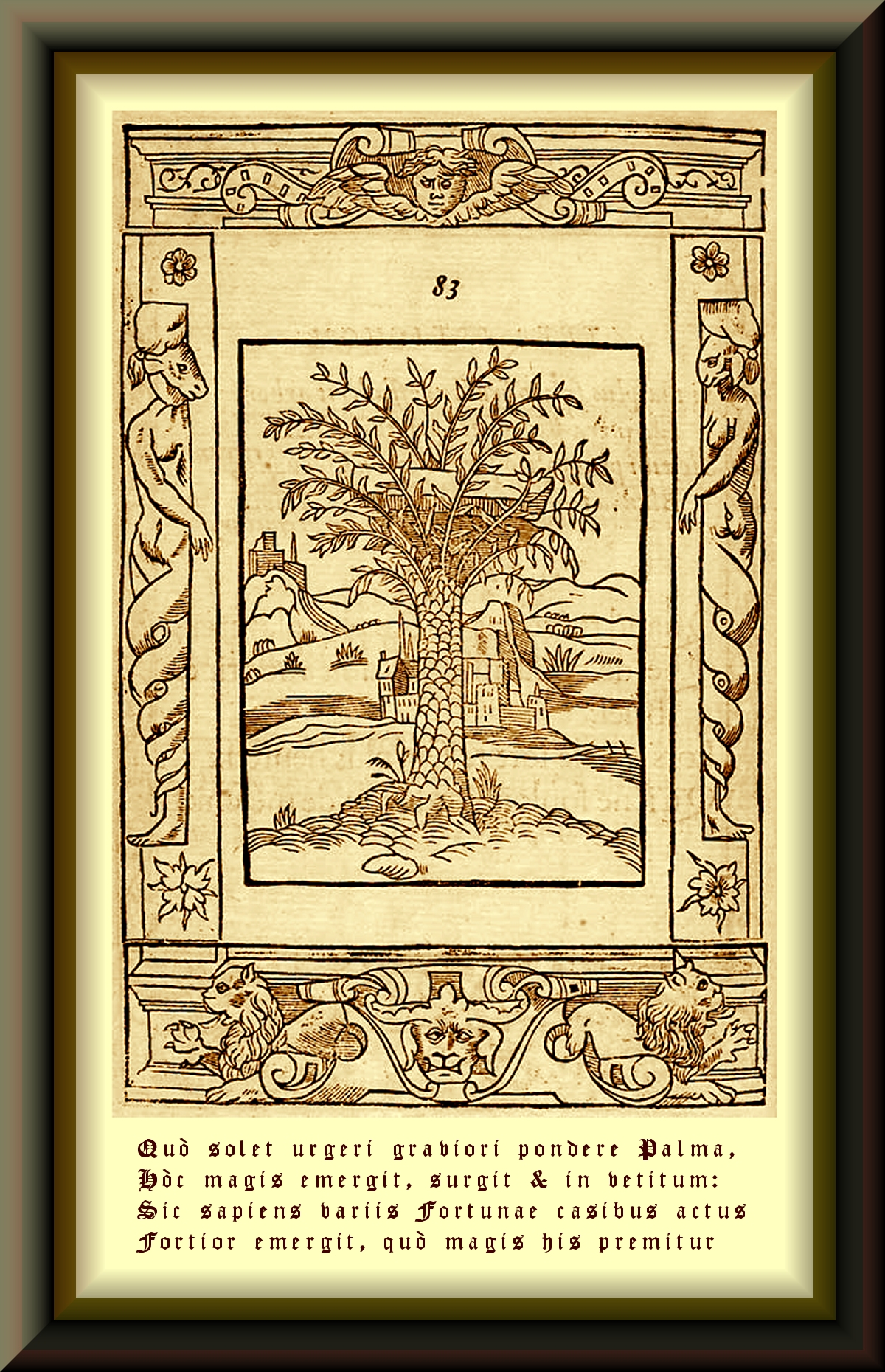
Morosophie, Guillaume de la perrière, 1553

Eind 16e eeuw vestigden zich migranten uit Wallonië in de steden van Holland, waaronder ook in Dordrecht. In eerste instantie sloten ze zich aan bij de plaatselijke protestantse kerk
maar de taal vormde een groot probleem. Franstalige predikanten, onder anderen Jean Taffin, die regelmatig in Dordrecht kwamen, werkten aan de opbouw van het gemeenteleven. De diensten werden gehouden in de Nieuwkerk.
Rond 1578 kregen zij van het stadsbestuur de beschikking over de leegstaande Wijnkoperskapel aan de Wijnstraat. De Waalse kerk (Eglise Wallone) in Dordrecht werd opgericht in 1586 door Jacques de la Drève, de eerste predikant.
Omdat bij de synodevergaderingen (van de Nederduitse en Waalse kerk) na 1572 de taal Nederduits (Nederlands) was gaf dit grote problemen voor de Walen. Men besloot een eigen synode te gaan houden en verkregen daar van de nationale synode van 1578 toestemming voor.
De 37 geloofsartikelen van Guido de Brès, door hem opgesteld in 1561, vormden de gemeenschappelijke basis voor beide synodes. 
Het kerkzegel van de Waalse kerk was gebaseerd op psalm 91:13 Palma pressa Valentior", dit werd uitgebeeld door een palmboom met daarop een grote steen, later de bijbel.
Vanaf 1638 kwamen de kerkgangers bijeen in de gasthuiskapel van het voormalige Magdalenaklooster. Zij kregen van het stadsbestuur de belofte: Zolang de Waalse gemeente bestaat behouden zij het gebruik van de kapel.
Na de opheffing van het Edict van Nantes (1598) in 1685 door Lodewijk XIV van Frankrijk vluchtten veel Franse hugenoten naar de Nederlanden en zij zorgden voor een forse toename van het aantal Waalse gemeenteleden. In Dordrecht werd een tweede predikant aangesteld. In 1808 moest de gemeente wegens krimp deze tweede plaats weer opgeven; in de 20e eeuw daalde het aantal leden verder waardoor in 1929 de vaste predikantsplaats moest worden opgeheven. Vanaf die tijd werd de gemeente gediend door predikanten van een aantal samenwerkende gemeenten.
Om commerciële redenen werd in 1985 door de gemeenteraad besloten de eeuwige belofte uit 1638 te verbreken om de kerk te gunnen aan een grootwinkelbedrijf dat zeven jaar later failliet ging. Na 1984 verhuisden de Walen naar de historische Statenzaal aan het Hof en in 2012 nogmaals naar de Lutherse Trinitatiskapel aan de Vriesestraat.

## Afbeeldingen gebouw

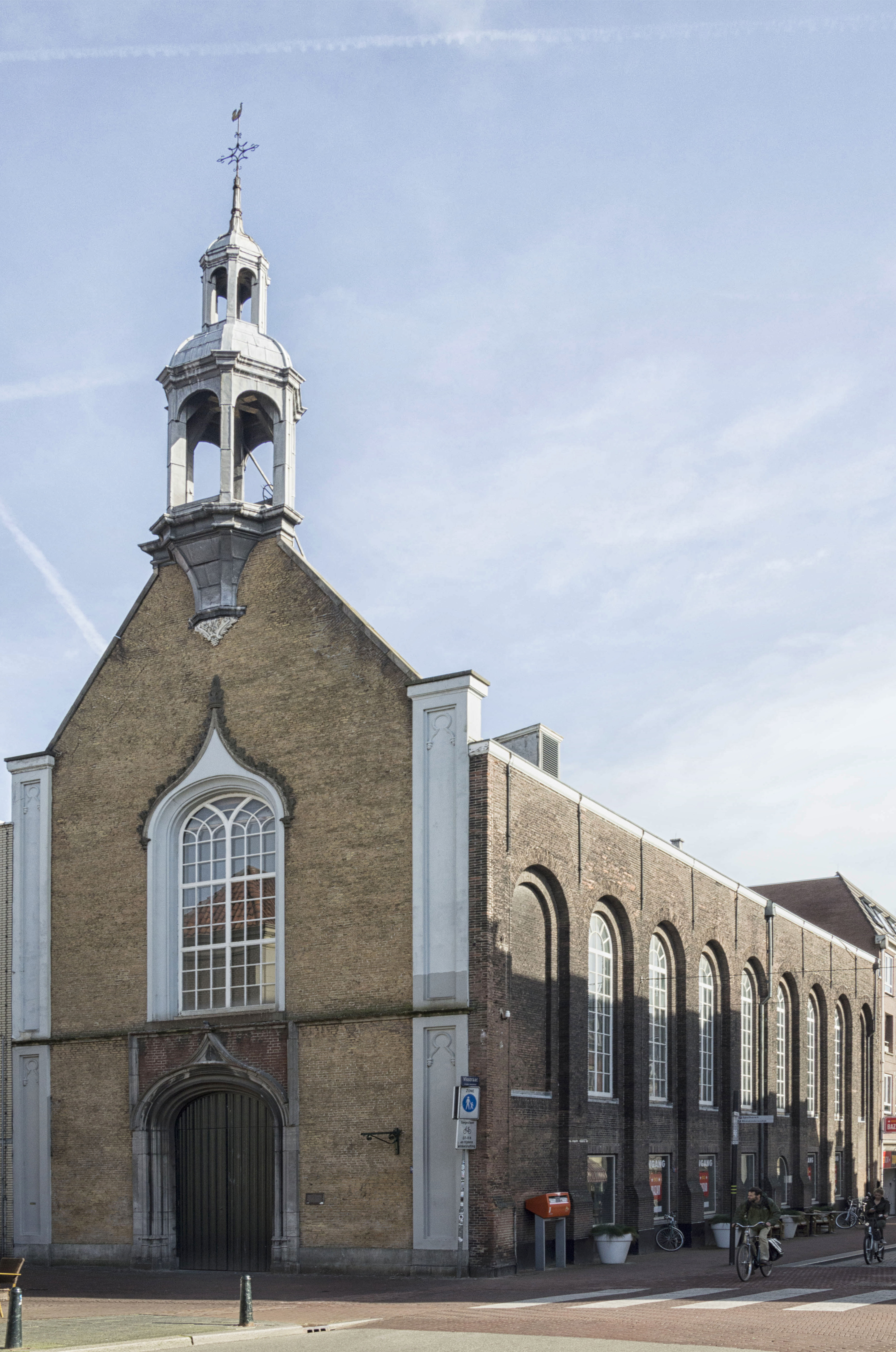
De Waalse Kerk
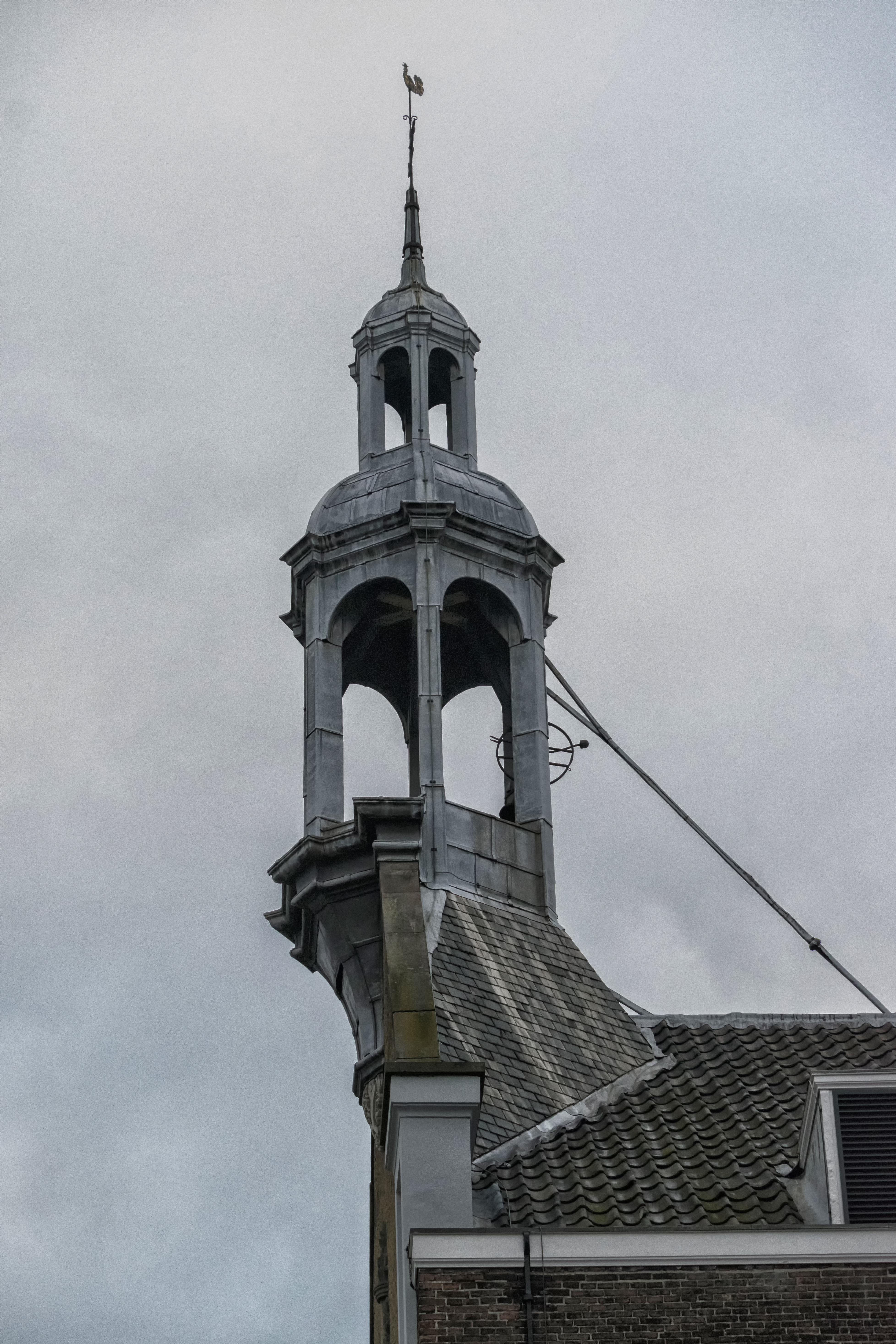
Klokkentorentje
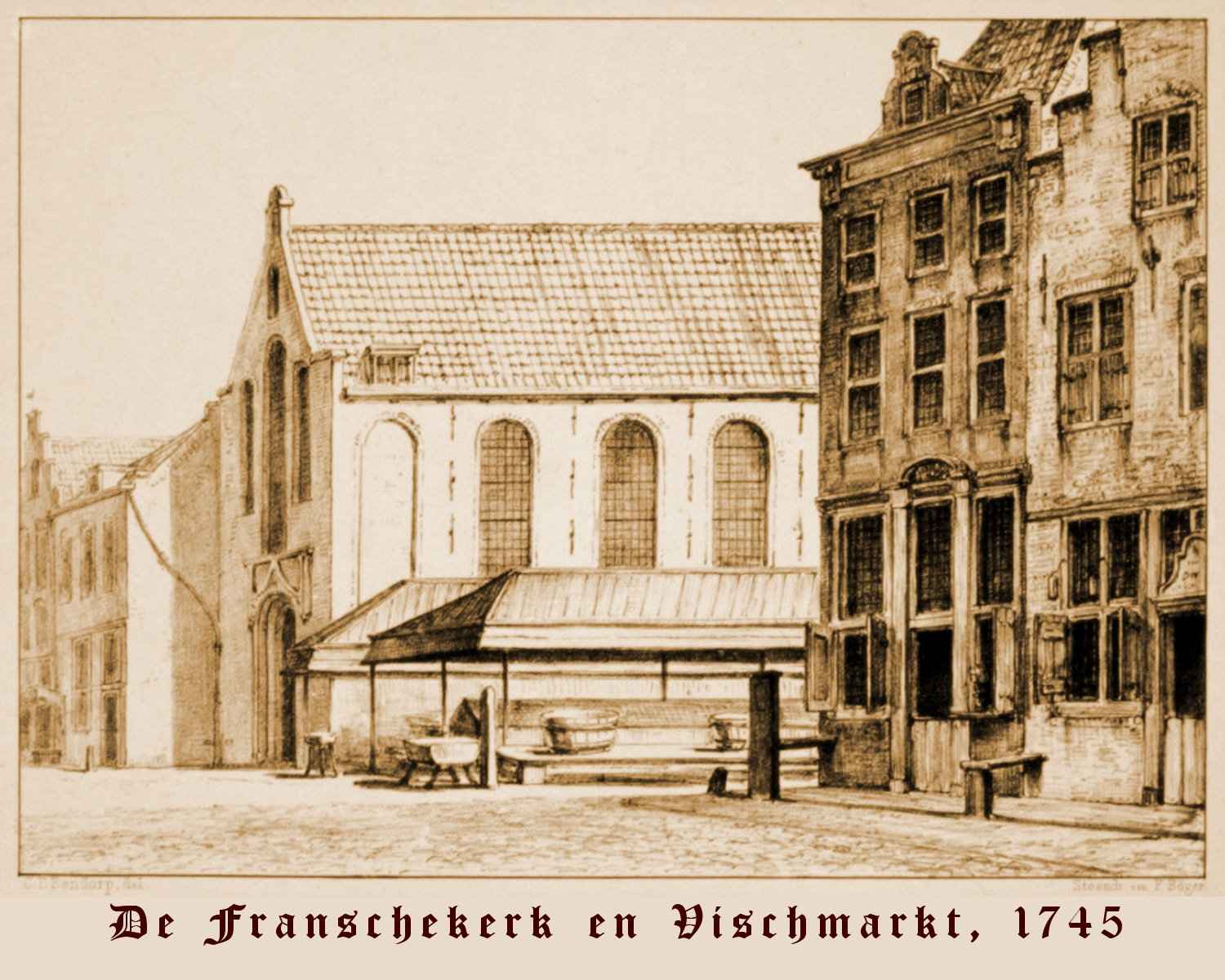
Franschekerk (nog zonder toren) en Vischmarkt, 1745
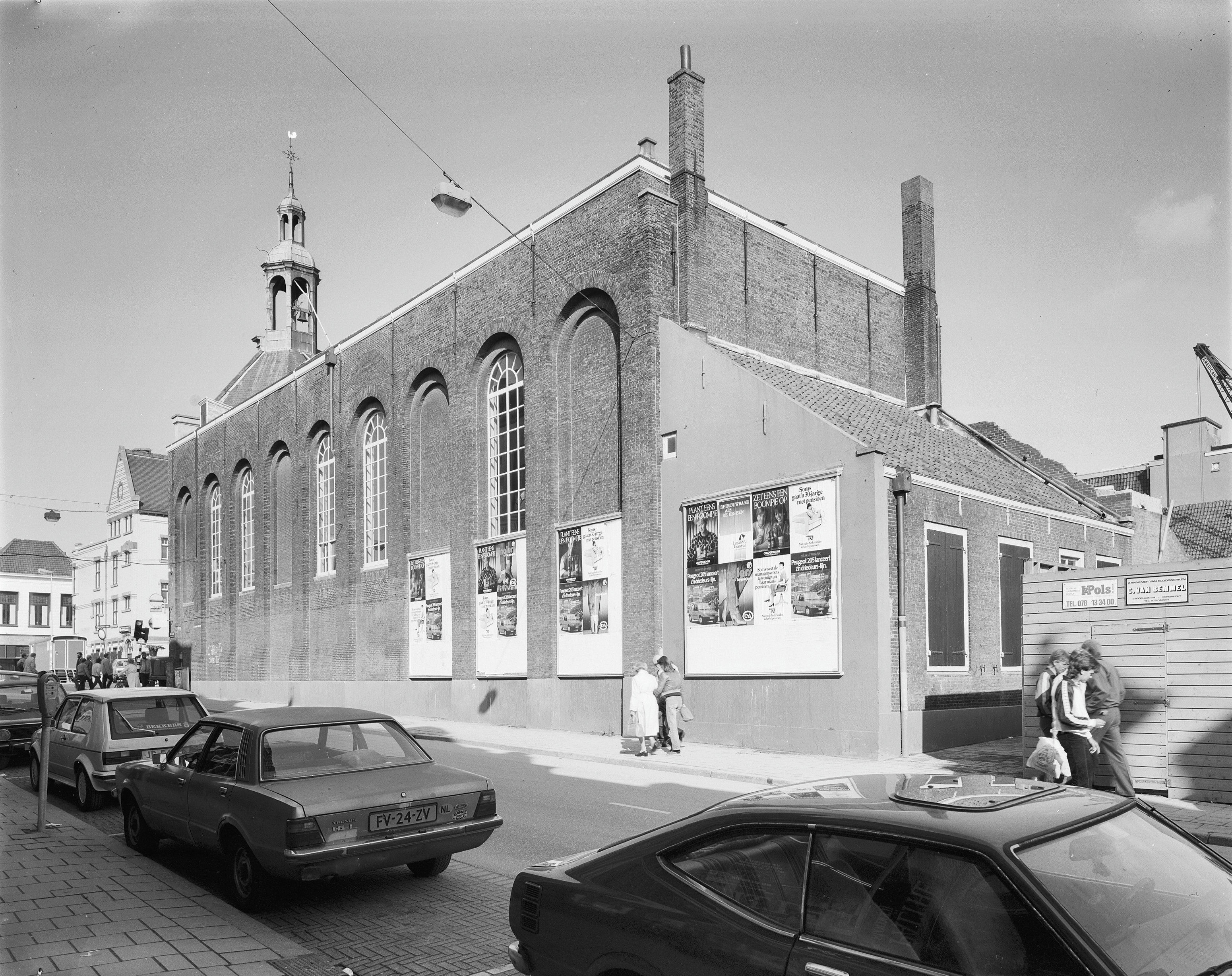
Westgevel, 1984
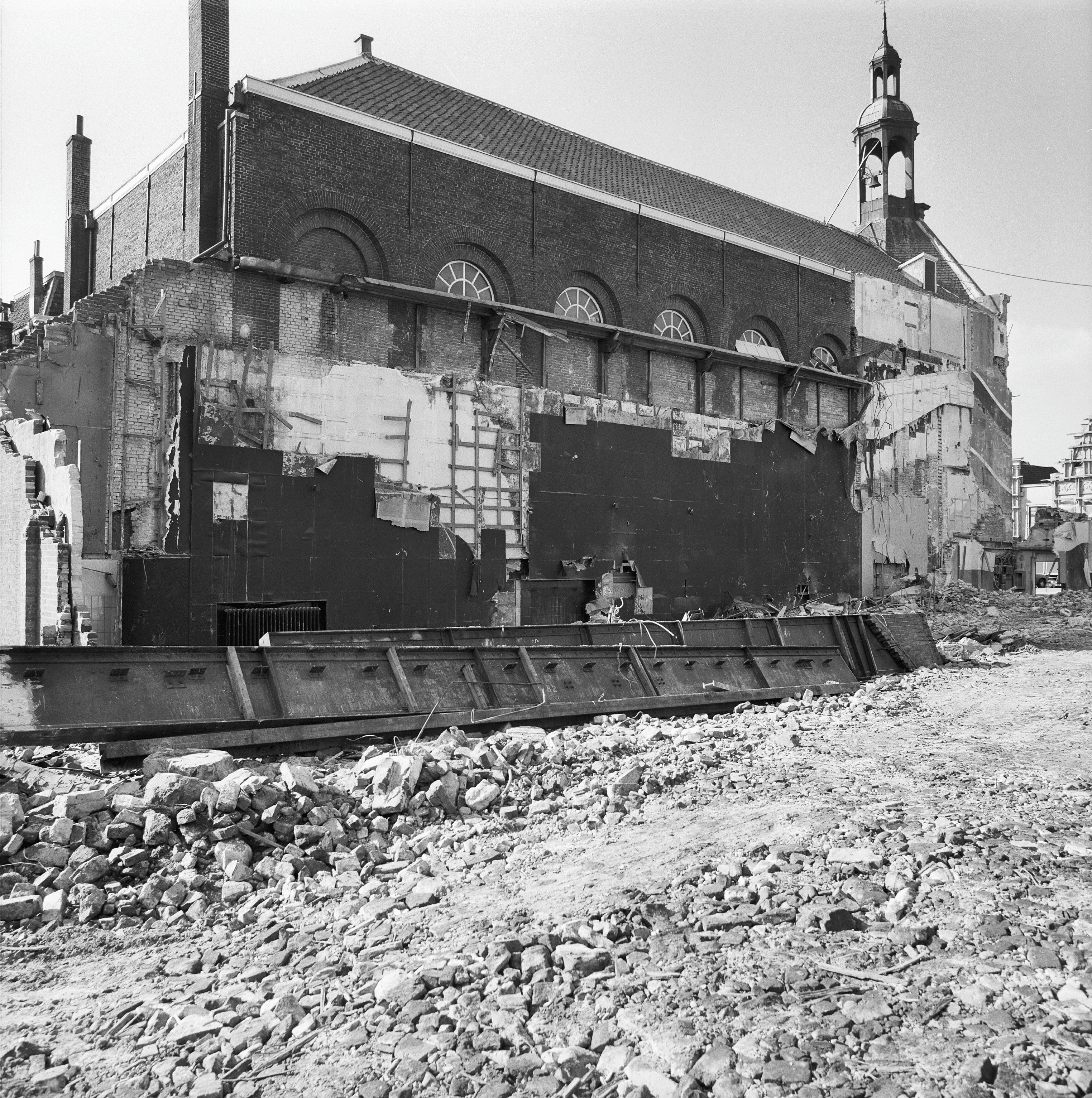
Oostgevel

## Afbeeldingen interieur

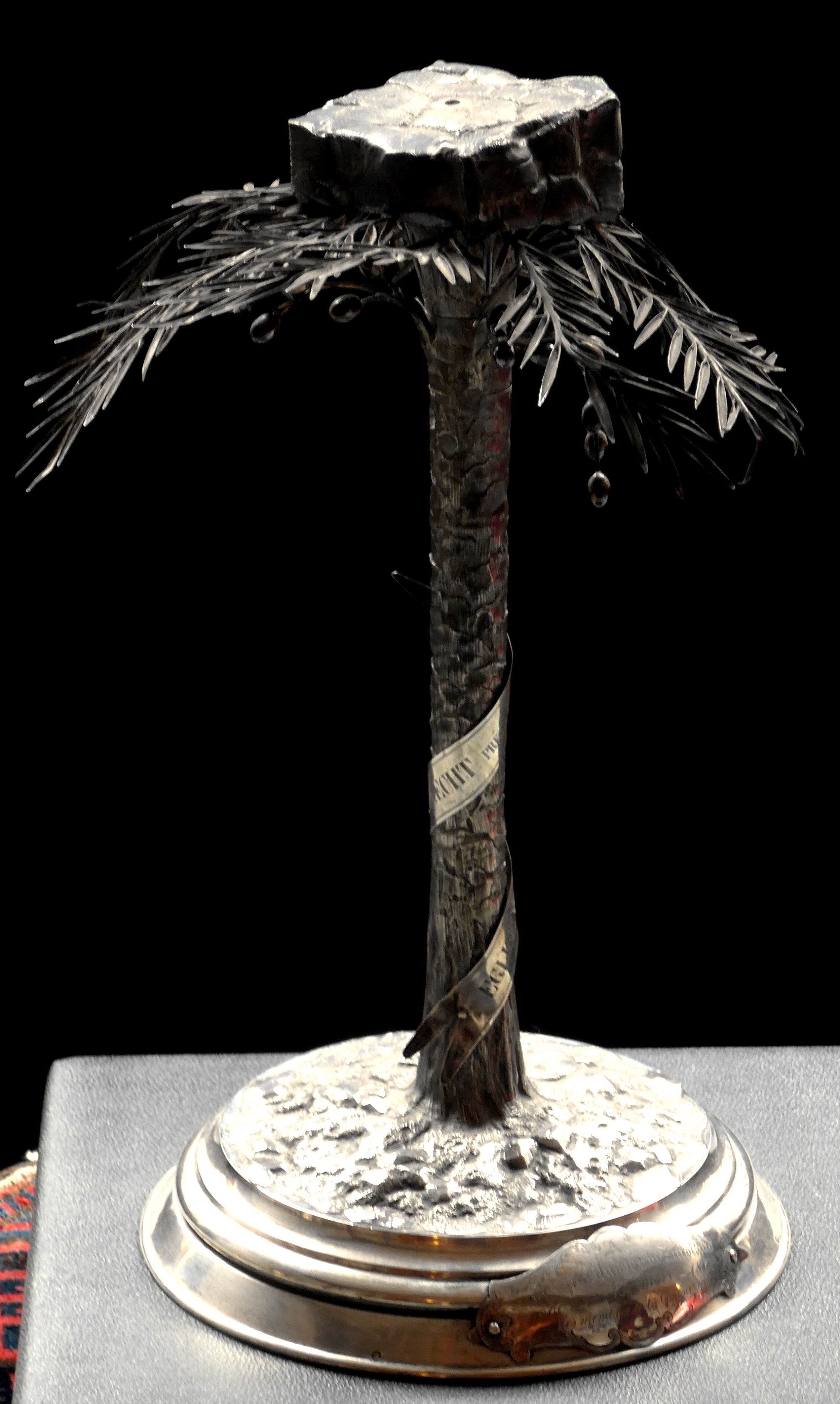
palmboom
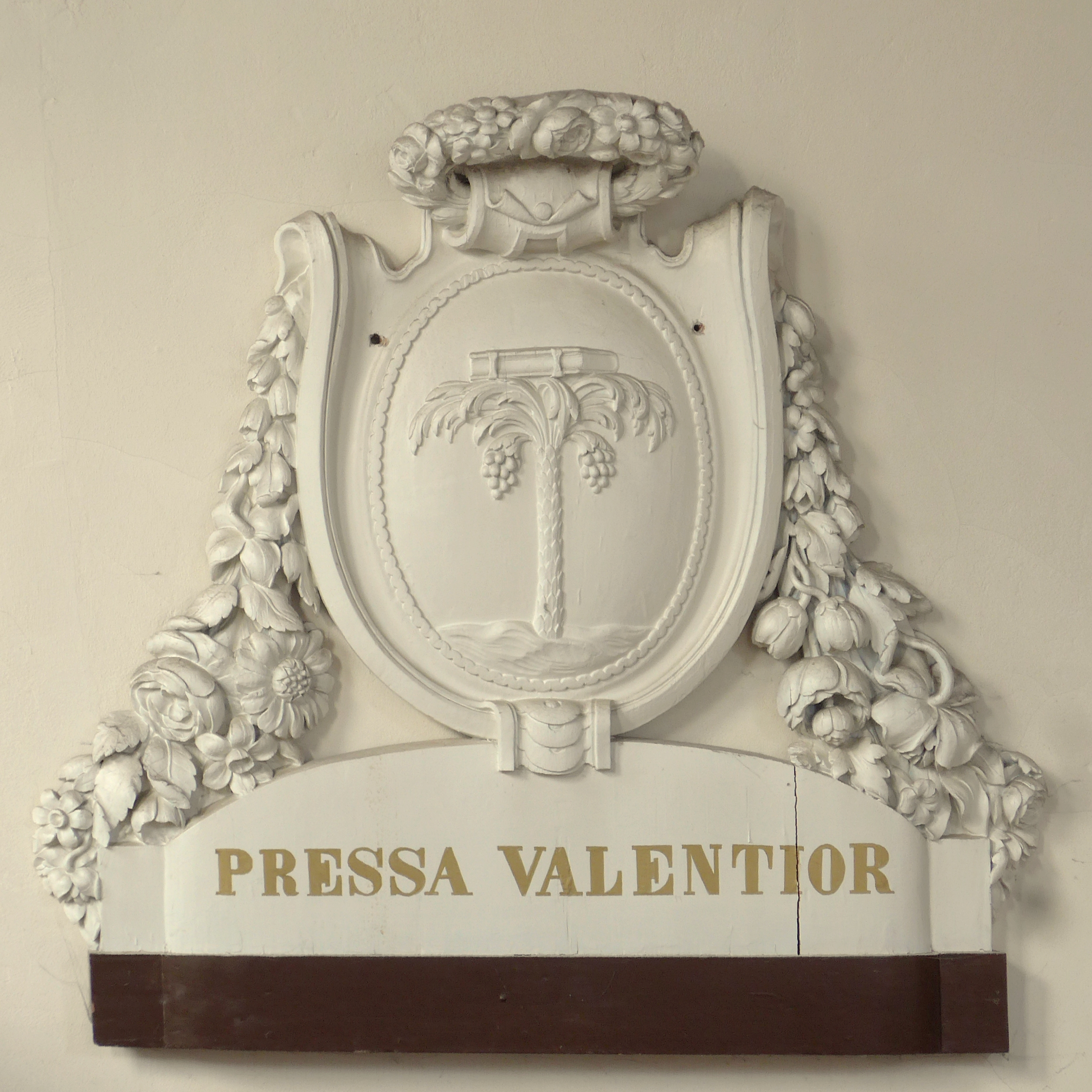
reliefstuk (nu in Lutherse kerk)
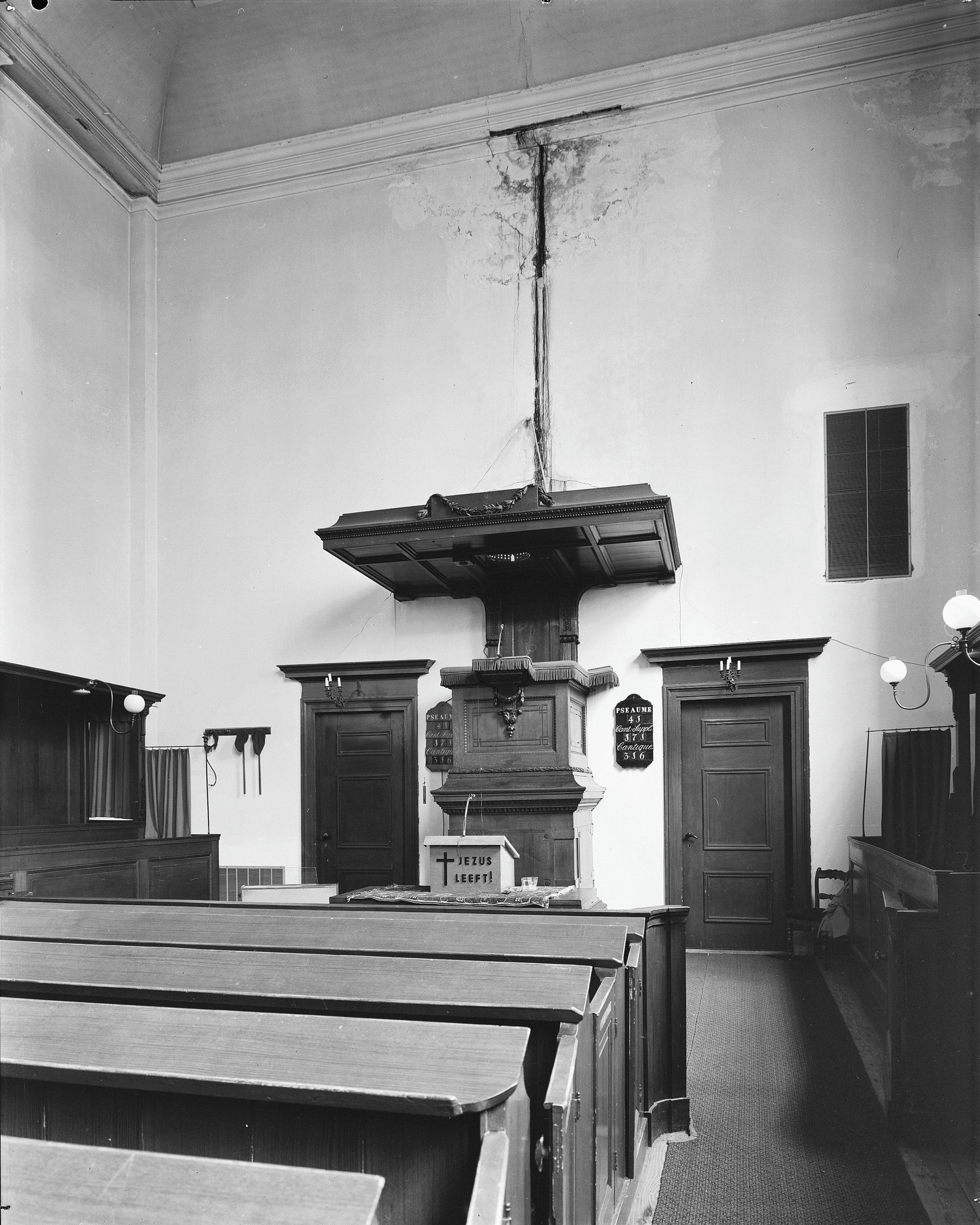
Preekstoel
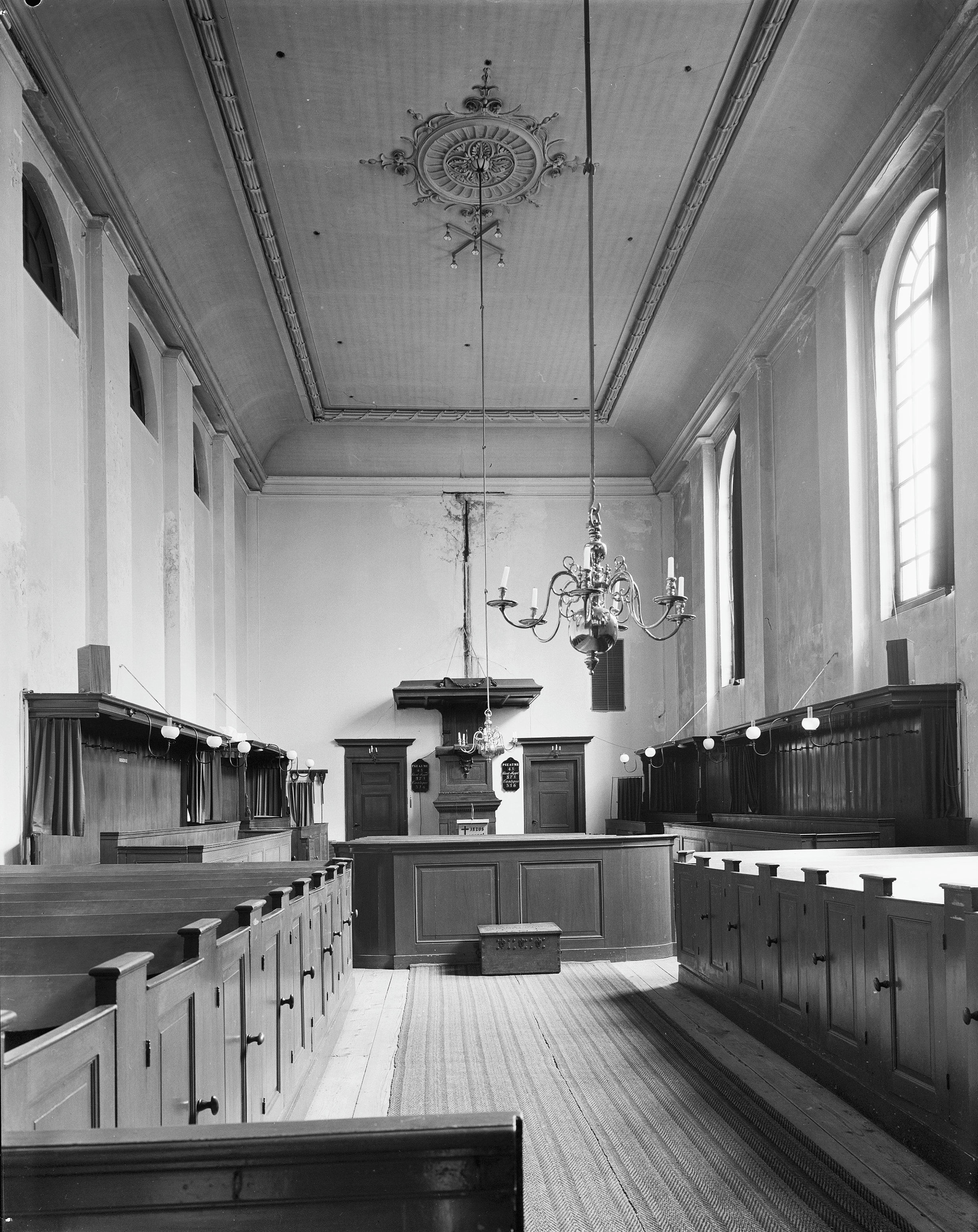
Interieur naar de preekstoel
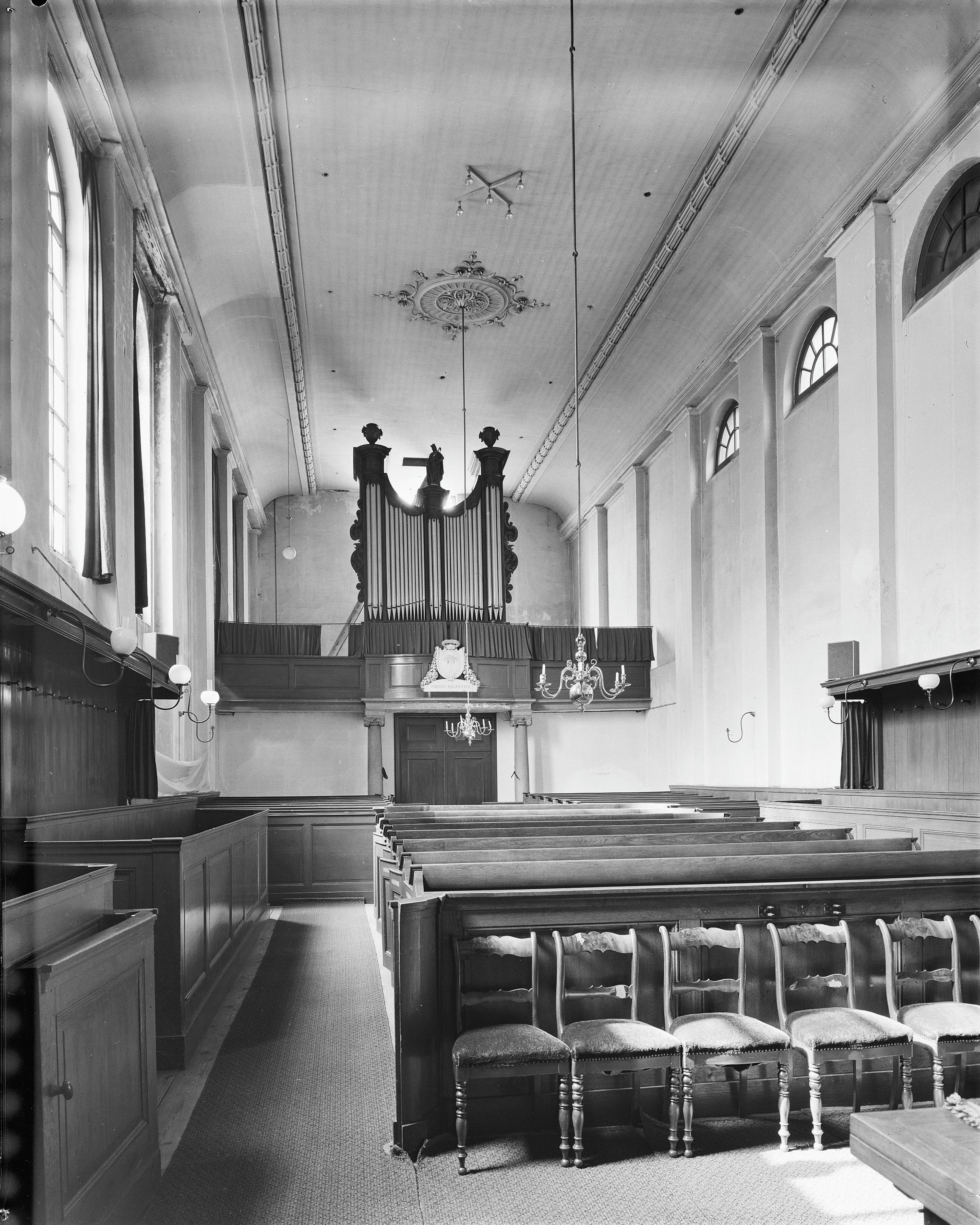
Interieur naar het orgel
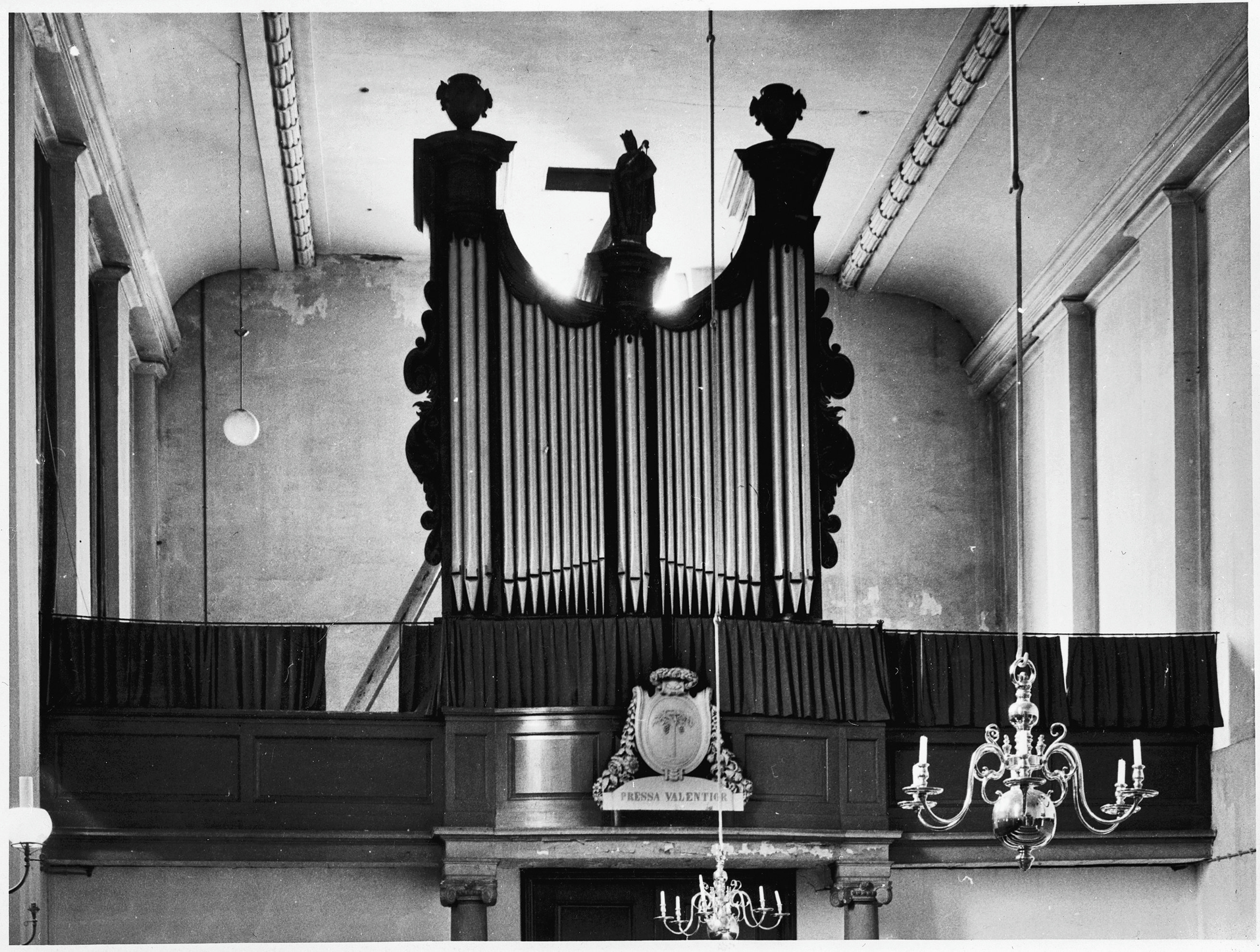
Interieur, orgel met galerij
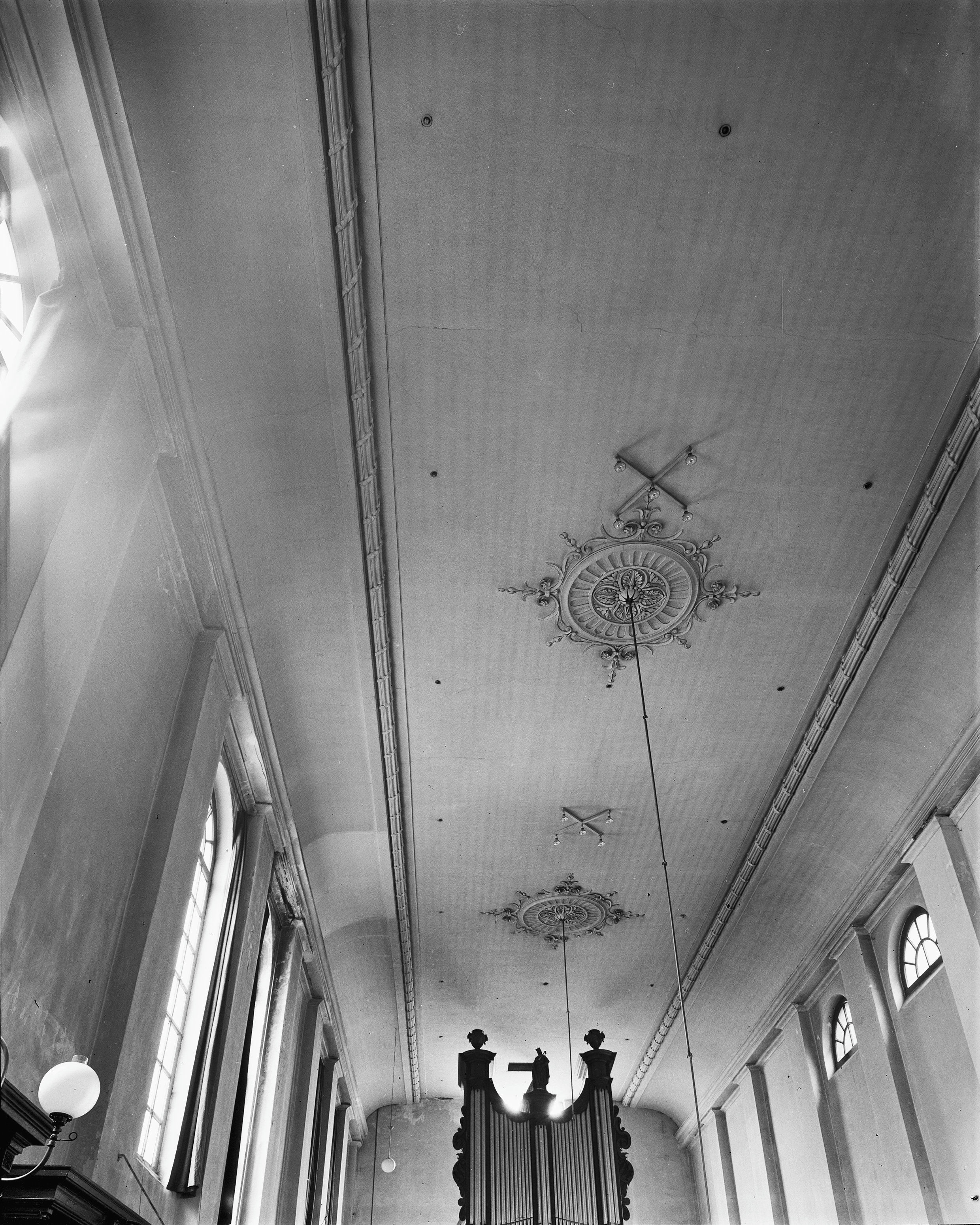
Plafond
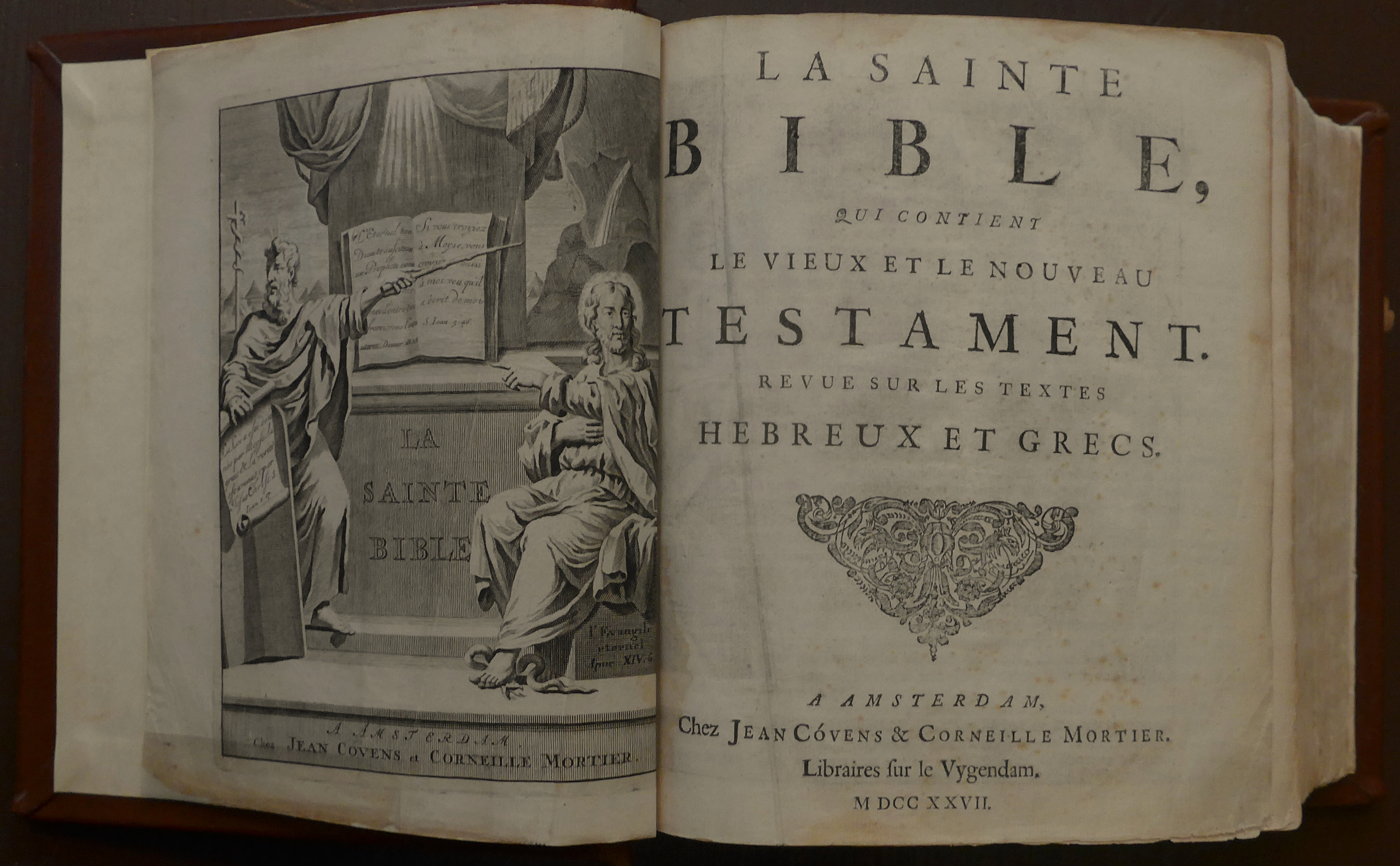
bijbel Coven en Mortier 1727
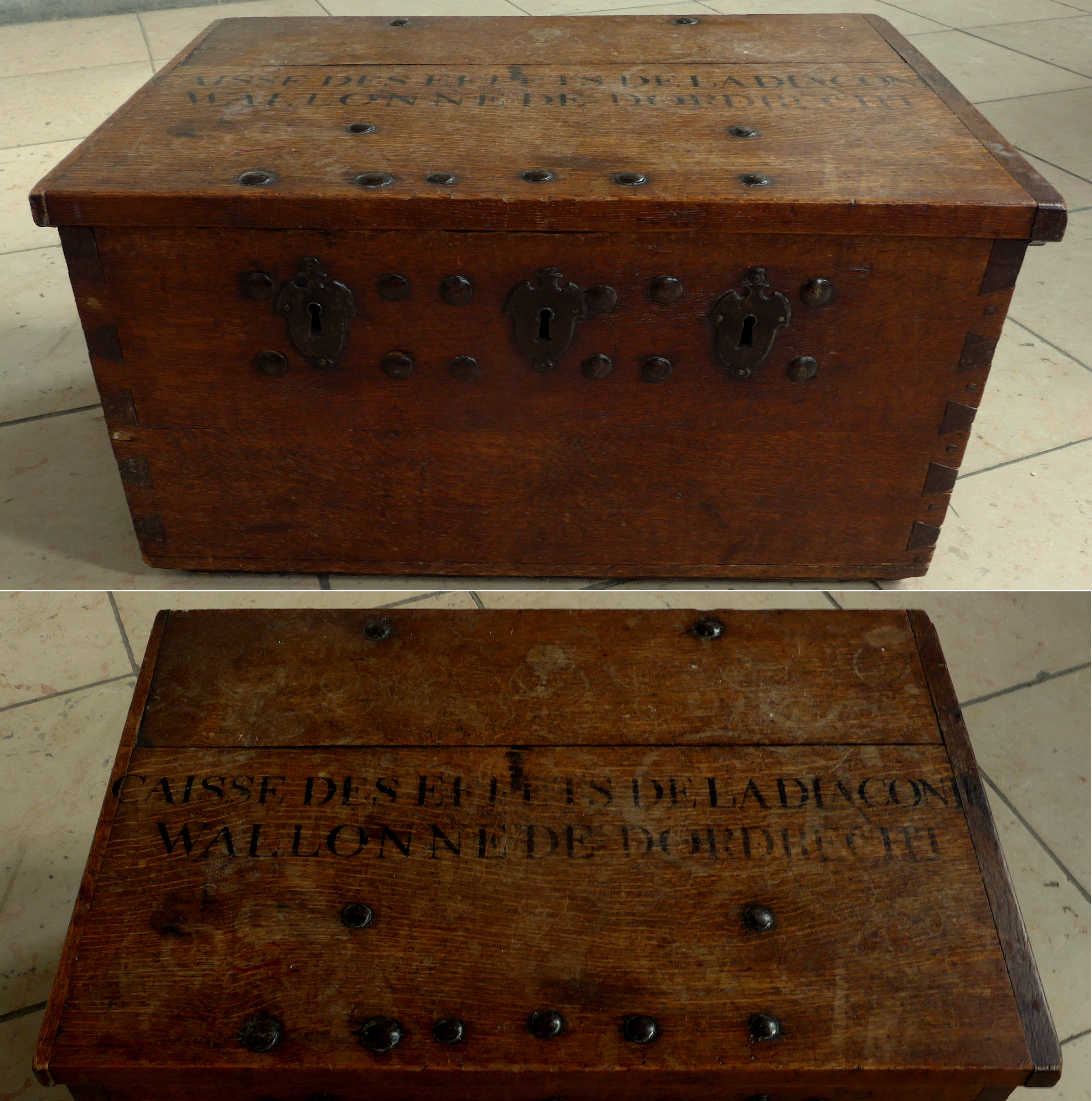
armenkist
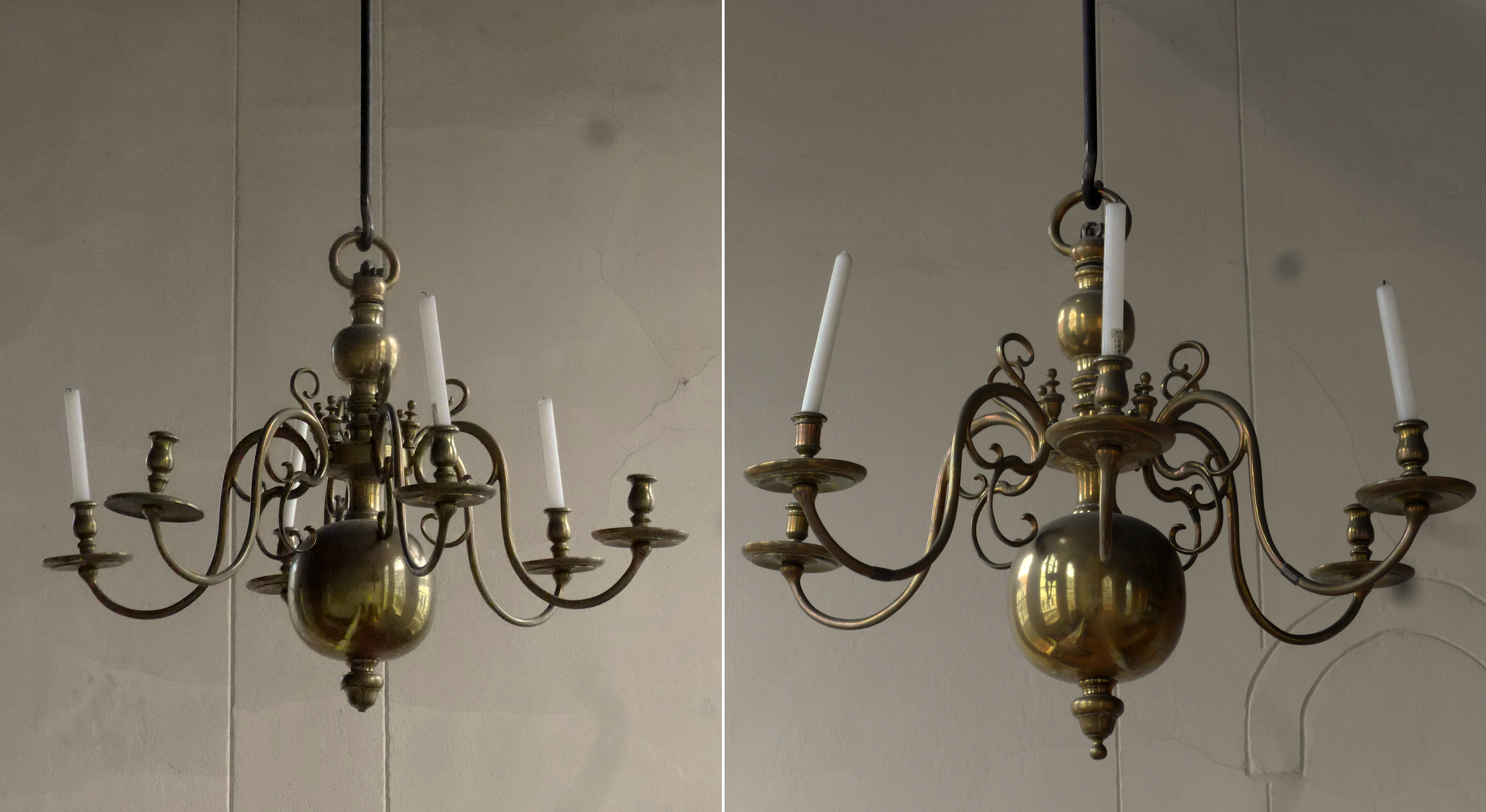
koperen kaarsenkronen
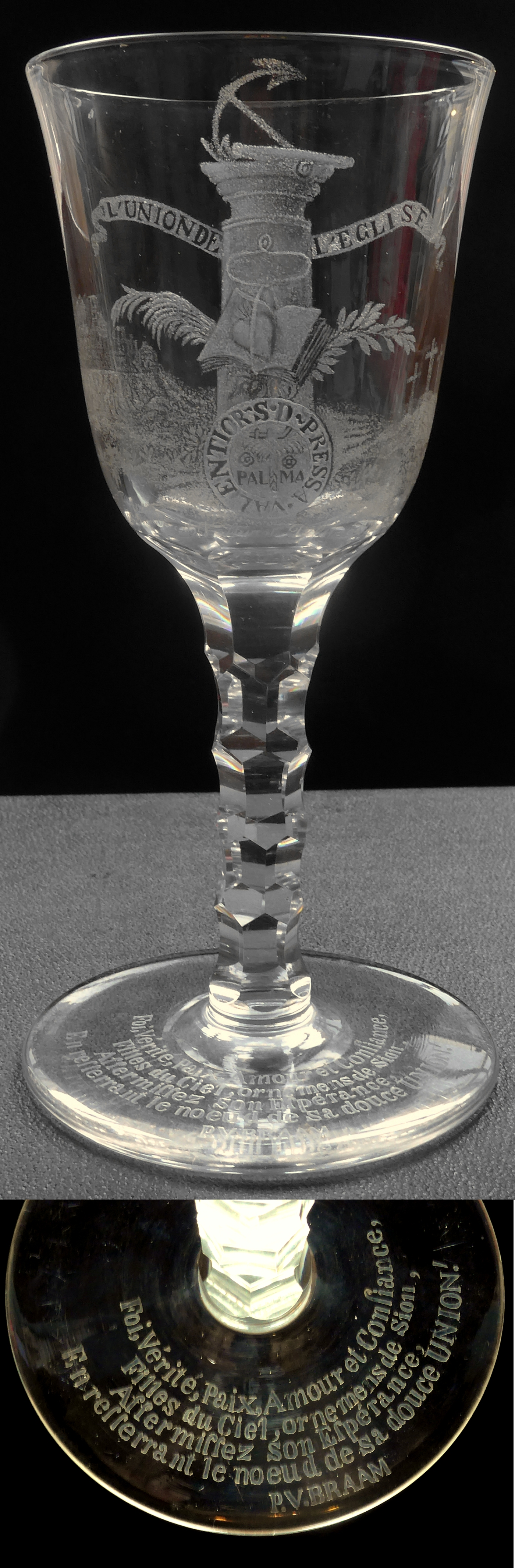
gelegenheidglas

## Predikanten
1586-1588, Jacques de la Drève; 1588-1593, Gaspard Uzille (Uzile / Usilius); 1593-1611, Jean Polyander à Kerckhove; 
1611-1628, Daniel de la Vigne; 1629-1671, Andreas Colvius; 1655-1656, Nicolas Colvius; 1656-1672, Jean de Lannoy; 
1668-1671, Jean Prévot; 1673-1689, Claude Benjamin Charpentier; 1675-1698, Samuel Pothuc; 1689-1714, Isaac Pérou; 
1698-1705, Nicolas Colvius; 1705-1709, Olivier Locquet; 1705-1709, Charles Comperat; 1709-1720, Barthelémy Forcade; 
1714-1719, Abraham Bilbaud; 1719-1731, Isaac Comperat; 1720-1721, Isaac Samuel Châtelain; 1722-1725, Samuel Louis Changuyon; 
1722-1725, Pierre Robimau; 1725-1753, Henri Gabriel Certon; 1731-1762, Samuel Daniel de Chaufepié; 1753-1755, Antoine Clarion; 
1755-1759, Jean Jacques Cassendre; 1760-1776, Pierre l'Ange; 1762-1763, Samuel de Chaufepié; 1764-1768., Jean Charles Collin; 
1768-1769, Samuel Eschausier; 1769-1773, Louis Lancelot Maizonnet; 1774-1776, Dideric Muntendam; 1776-1785, Paul Henri Marron; 
1776-1781, Henry Daniel Guyot; 1781-1810, Abraham Carp; 1785-1808, Guillaume van der Bank; 1810-1823, Charles Guillaume Merkus; 
1823-1826, Pierre Josué Louis Huet; 1827-1827, Edouard Henry Petit-Pierre; 1828-1854, Daniel Serrurier; 1855-1868, Marie Adrien Perk; 
1869-1872, Amy Gaston Charles Auguste Bonet Maury; 1873-1877, Jan Hendrik Hooyer; 1878-1919, Eugène Ernest Picard; 
1919-1922, O. A. Genouy (bijstand vanuit Utrecht); 1922-1929, Arthur Emile Antonin Allard (bijstand vanuit Breda); 
1929-1949, Arthur Emile Antonin Allard; 1949-1956, Robert Blommaert (bijstand vanuit Rotterdam); 1956-1962, Pierre Maurice André Berthoud; 
1963-1965, Robert Blommaert; 1965-1966, Jean-Marc Charensol; 1966-1981, Jacques Risseeuw; 1982- ?, Roger Gigandet (voor Dordrecht, Rotterdam en Delft)

### Afbeeldingen predikanten

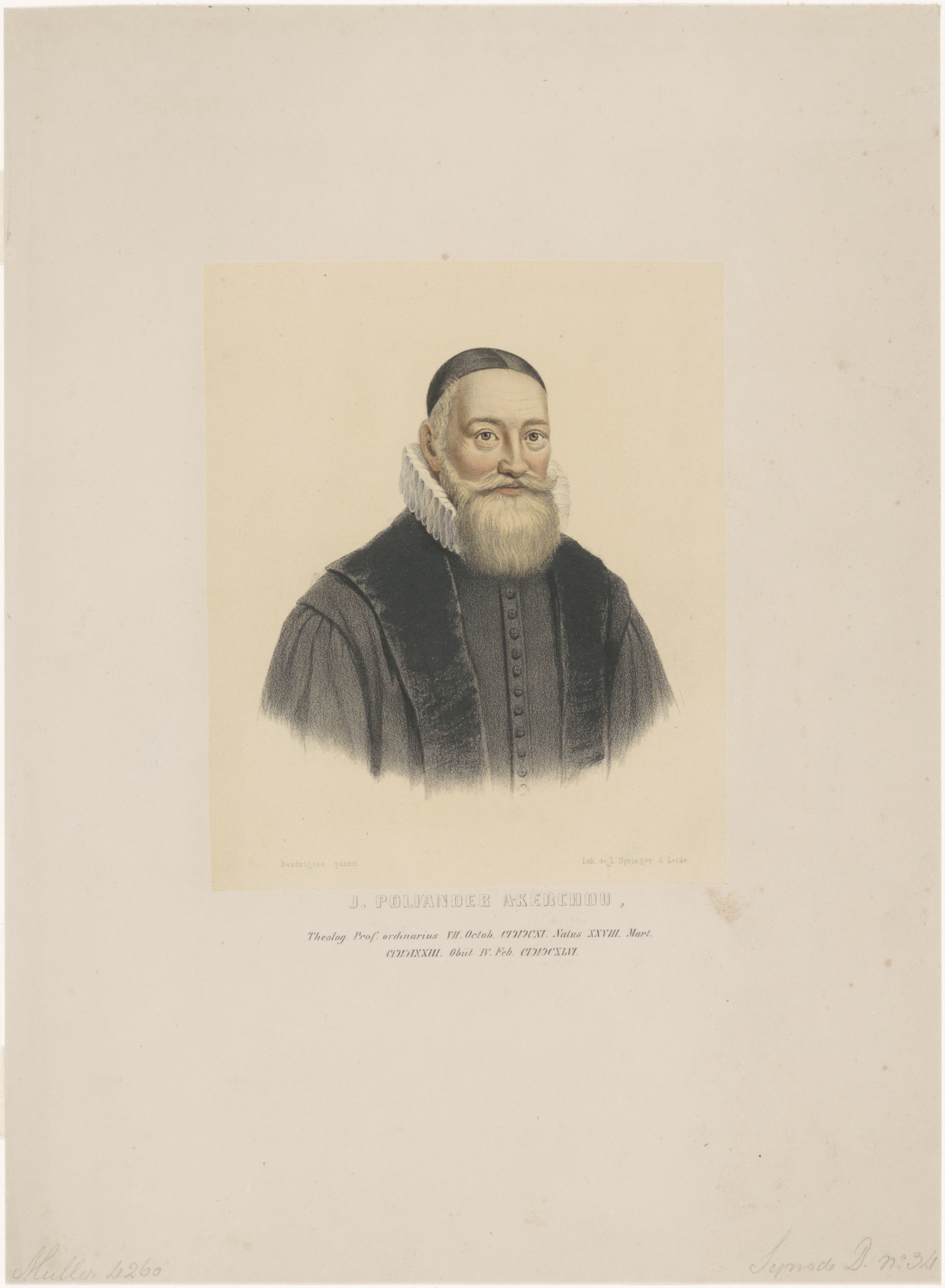
Johan Polyander a Kerckhoven
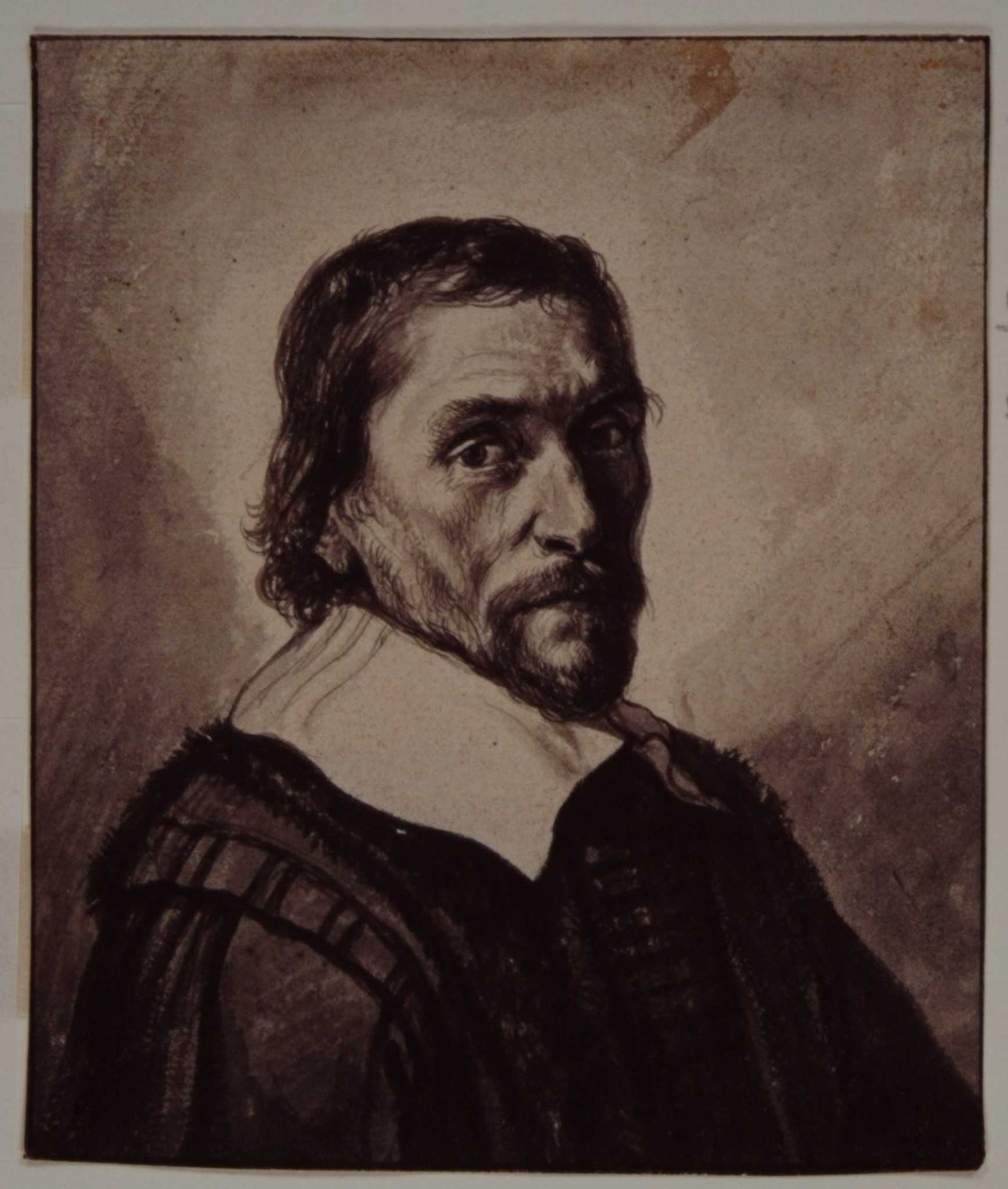
Andreas Colvius
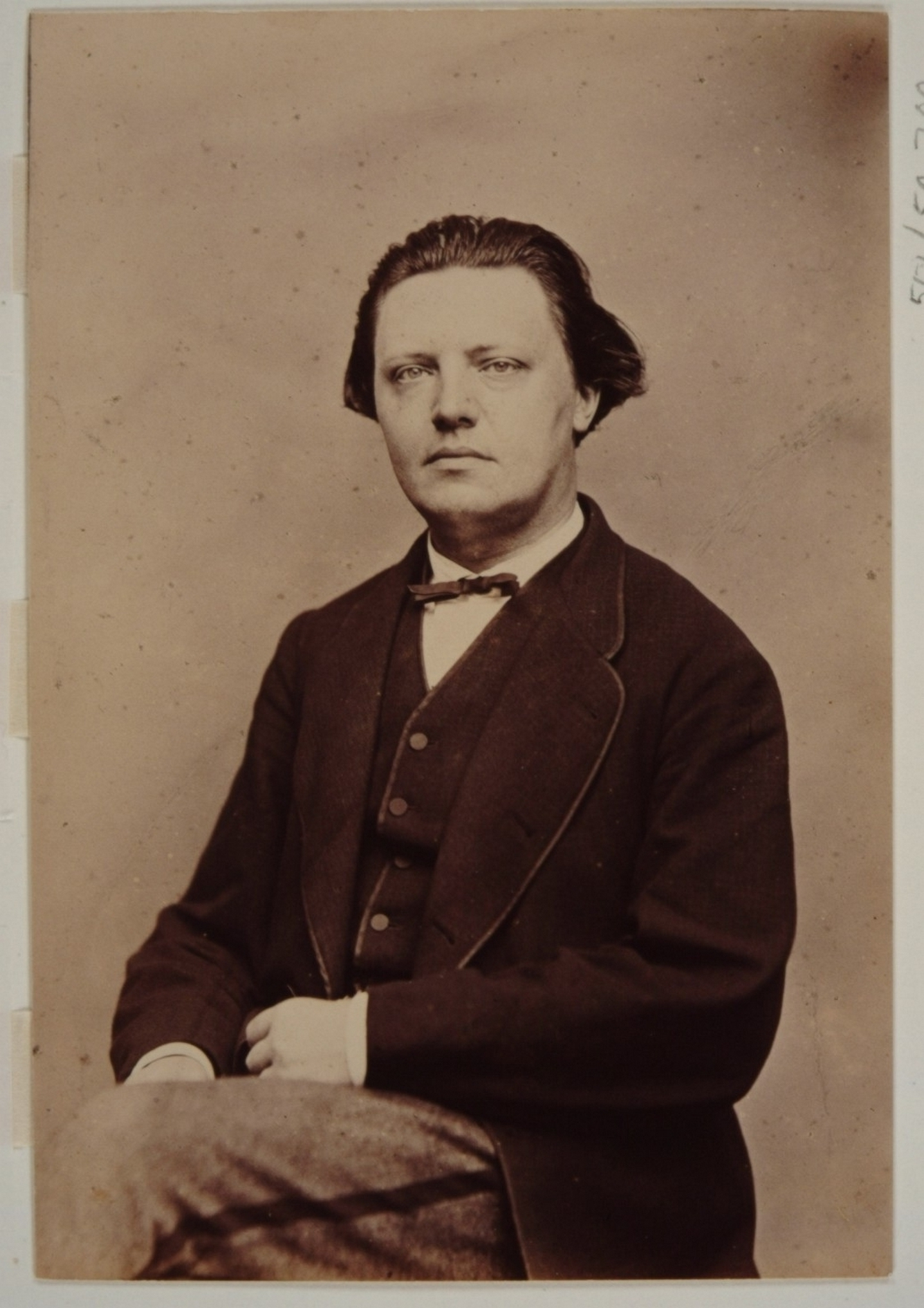
Marie Adrien Perk
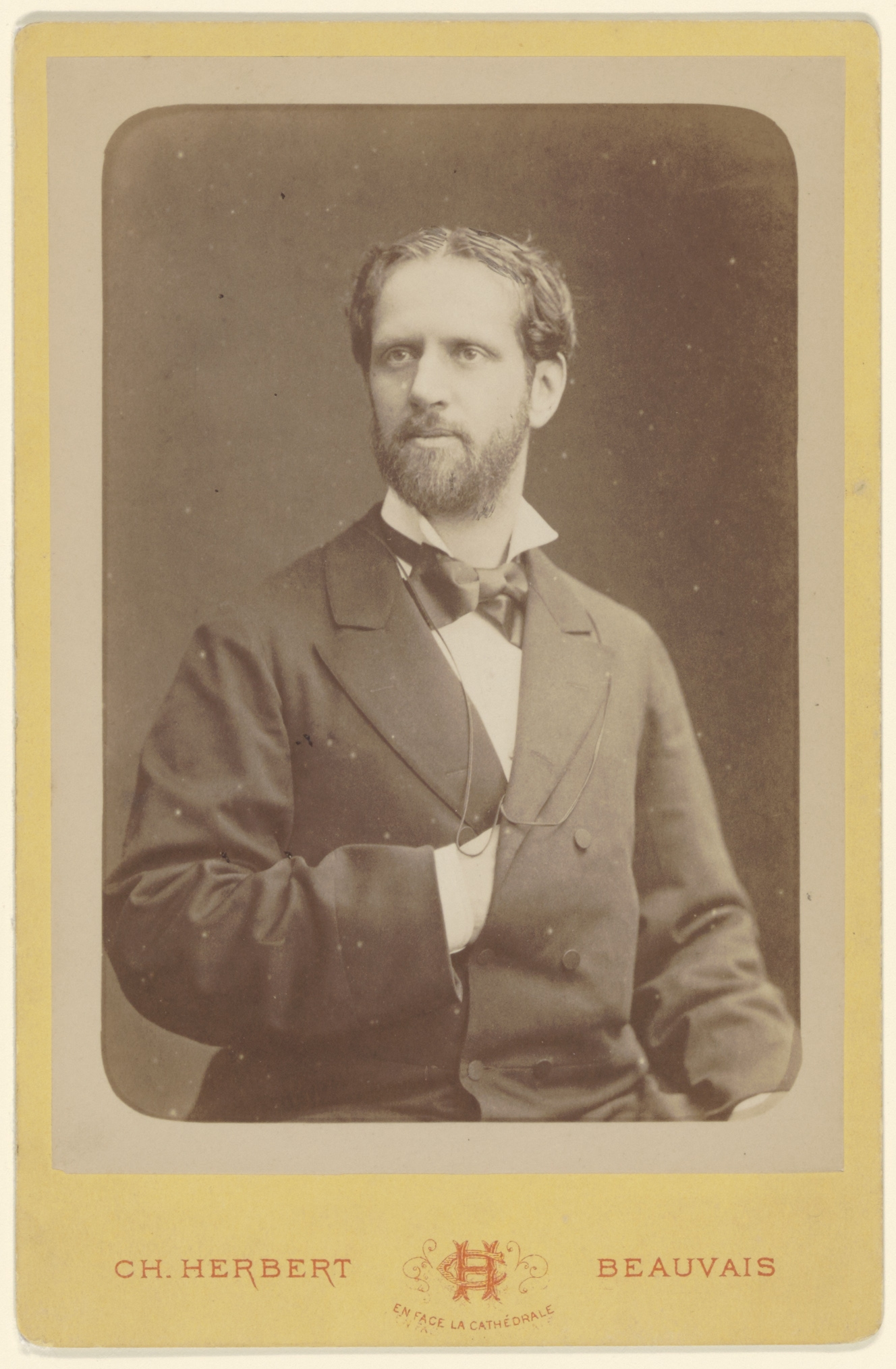
Gaston Bonet Maury
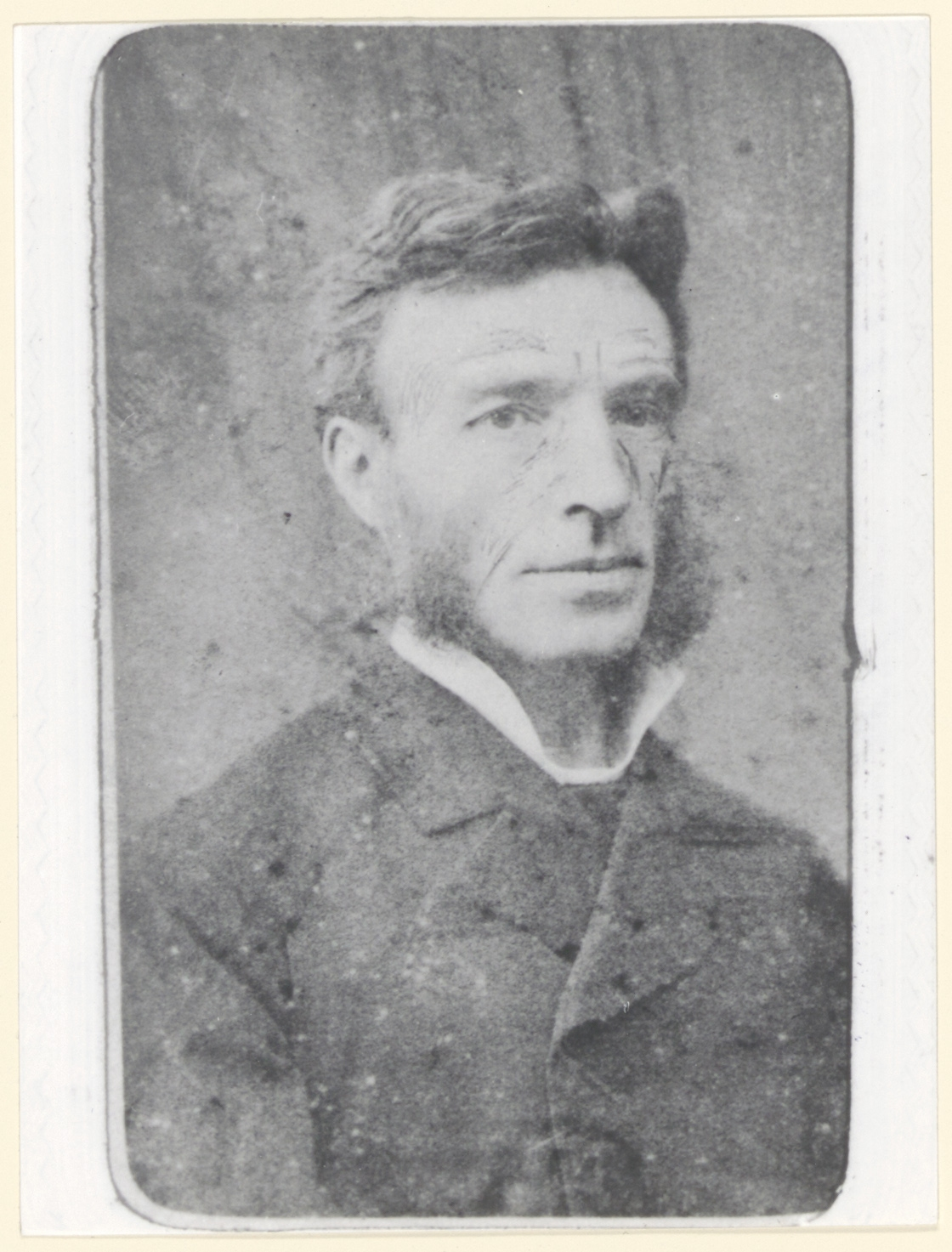
Eugène Ernest Picard, Héricourt

## Wetenswaardigheden
In de 19e eeuw tot ver in de 20e eeuw vonden in de Waalse kerk de plechtige promotiebijeenkomsten van de Latijnse school van Dordrecht plaats.